# Comuna Sahanske, Șîreaieve
Sahanske (în ucraineană Саханське) este o comună în raionul Șîreaieve, regiunea Odesa, Ucraina, formată din satele Halupove, Juravske, Nîkomavrivka și Sahanske (reședința).

## Demografie
Componența lingvistică a comunei Sahanske
     Ucraineană (89,03%)
     Română (6,6%)
     Rusă (3,18%)
     Alte limbi (0,12%)
Conform recensământului din 2001, majoritatea populației comunei Sahanske era vorbitoare de ucraineană (89,03%), existând în minoritate și vorbitori de română (6,6%) și rusă (3,18%).